# Єйлакі-є-Лаке
Єйлакі-є-Лаке (перс. ييلاقي لاكه) — село в Ірані, у дегестані Південний Ростамабад, у Центральному бахші, шагрестані Рудбар остану Ґілян. За даними перепису 2006 року, його населення становило 30 осіб, що проживали у складі 10 сімей.

## Клімат
Середня річна температура становить 12,88 °C, середня максимальна – 27,00 °C, а середня мінімальна – -2,04 °C. Середня річна кількість опадів – 422 мм.
| Клімат поселення                              | Клімат поселення | Клімат поселення | Клімат поселення | Клімат поселення | Клімат поселення | Клімат поселення | Клімат поселення | Клімат поселення | Клімат поселення | Клімат поселення | Клімат поселення | Клімат поселення | Клімат поселення |
| Показник                                      | Січ.             | Лют.             | Бер.             | Квіт.            | Трав.            | Черв.            | Лип.             | Серп.            | Вер.             | Жовт.            | Лист.            | Груд.            |                  |
| Середній максимум, °C                         | 10,39            | 9,88             | 11,53            | 17,61            | 21,03            | 25,57            | 26,46            | 27,00            | 24,23            | 19,76            | 14,98            | 10,27            |                  |
| Середня температура, °C                       | 4,44             | 3,92             | 5,58             | 11,66            | 15,07            | 19,62            | 21,71            | 22,25            | 19,47            | 15,01            | 10,23            | 5,53             |                  |
| Середній мінімум, °C                          | −1,51            | −2,04            | −0,38            | 5,70             | 9,12             | 13,66            | 16,97            | 17,51            | 14,74            | 10,28            | 5,50             | 0,78             |                  |
| Норма опадів, мм                              | 34               | 32               | 64               | 65               | 31               | 12               | 13               | 13               | 21               | 35               | 45               | 57               |                  |
| Середньомісячна швидкість вітру, м/с          | 1.97             | 2.49             | 2.53             | 2.63             | 2.24             | 2.11             | 2.30             | 2.07             | 1.89             | 1.85             | 2.02             | 1.86             |                  |
| Середньомісячна сонячна радіація, кДж/м²·день | 7327             | 9864             | 12151            | 16280            | 20183            | 22882            | 23371            | 19934            | 16878            | 12057            | 9093             | 7104             |                  |
| --------------------------------------------- | ---------------- | ---------------- | ---------------- | ---------------- | ---------------- | ---------------- | ---------------- | ---------------- | ---------------- | ---------------- | ---------------- | ---------------- | ---------------- |
| Джерело:                                      |                  |                  |                  |                  |                  |                  |                  |                  |                  |                  |                  |                  |                  |